# Decontaminatie-unit
Een decontaminatie-unit is een bij de Nederlandse Brandweer in gebruik zijnde ontsmettingseenheid, die is opgeslagen en wordt vervoerd in een haakarmbak. De installatie is bedoeld voor grootschalige ontsmettingen. Onderdeel van deze deco-unit zijn, behalve een doucheruimte, twee als kleedruimtes ingerichte grote tenten. In de eerste tent kunnen besmette personen zich uitkleden. Vervolgens wordt men in de douchecontainer ontsmet. Hierna krijgt men in de tweede tent nieuwe kleding. Na een laatste controle kunnen de ontsmette personen naar een opvangcentrum worden gebracht.
De ontsmettingseenheid wordt in verband met de watertoevoer altijd geassisteerd door een tankautospuit. Alle personen die in de deco-unit werken dragen gaspakken en zijn voorzien van een ademluchttoestel.

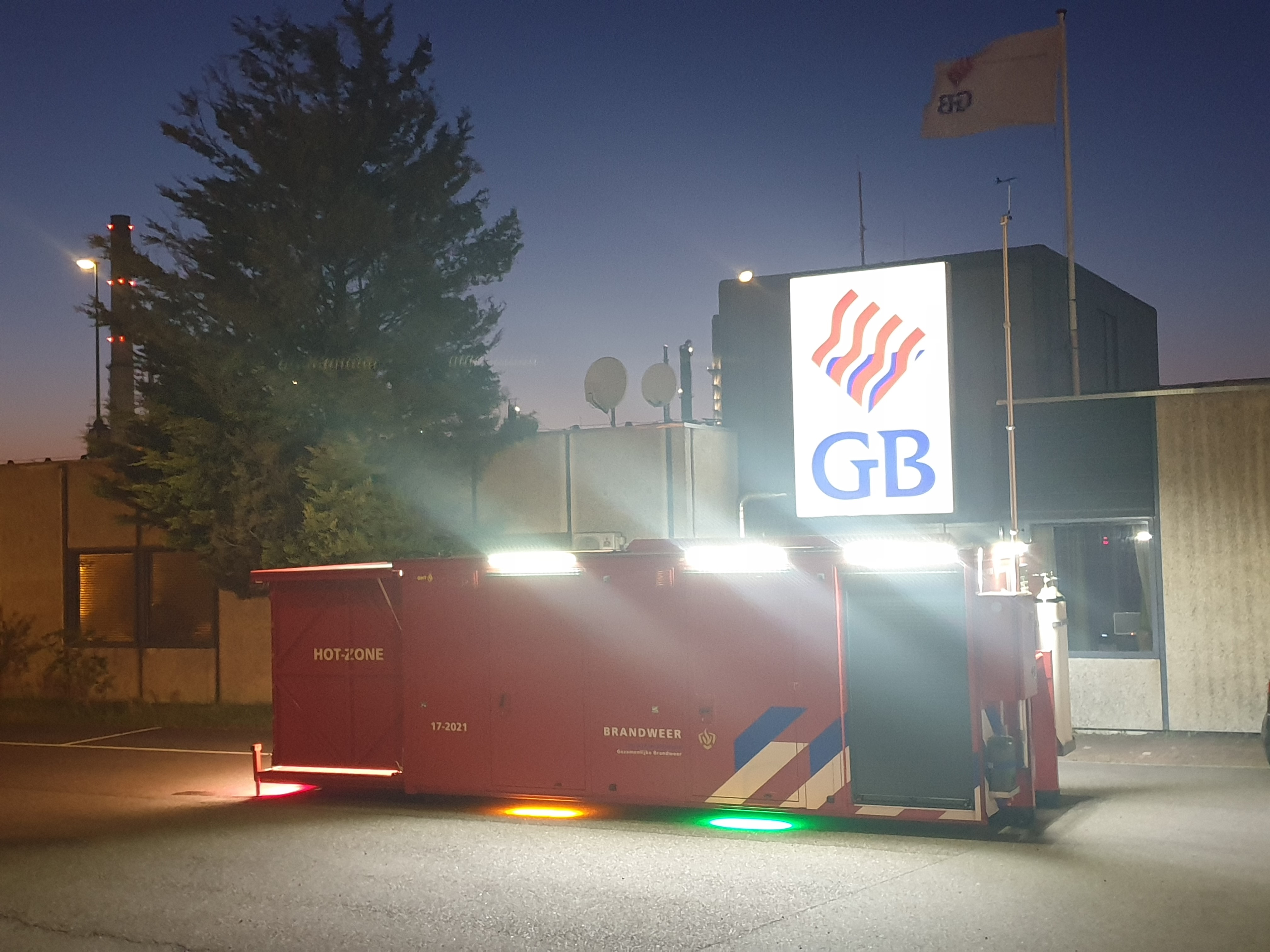
Basis Ontsmettingseenheid Gezamenlijke Brandweer Rotterdam